# Libra (bướm nhảy)
Libra là một chi bướm ngày thuộc họ Bướm nâu.